# Nordmarianerna vid världsmästerskapen i simsport 2024
Nordmarianerna tävlade vid världsmästerskapen i simsport 2024 i Doha i Qatar mellan den 2 och 18 februari 2024. Nordmarianerna hade en trupp på två idrottare, en av vardera kön.

## Tävlande per sport
Följande är en lista över antalet tävlande per sport.
| Sport   | Herrar | Damer | Totalt |
| ------- | ------ | ----- | ------ |
| Simning | 1      | 1     | 2      |
| Totalt  | 1      | 1     | 2      |

## Simning
Herrar
| Idrottare        | Gren            | Heat    | Heat      | Semifinal        | Semifinal        | Final            | Final            |
| Idrottare        | Gren            | Tid     | Placering | Tid              | Placering        | Tid              | Placering        |
| ---------------- | --------------- | ------- | --------- | ---------------- | ---------------- | ---------------- | ---------------- |
| Isaiah Aleksenko | 200 m fjärilsim | 2.10,17 | 36        | Gick inte vidare | Gick inte vidare | Gick inte vidare | Gick inte vidare |
| Isaiah Aleksenko | 200 m medley    | 0DSQ0   | 0DSQ0     | Gick inte vidare | Gick inte vidare | Gick inte vidare | Gick inte vidare |

Damer
| Idrottare        | Gren           | Heat    | Heat      | Semifinal        | Semifinal        | Final            | Final            |
| Idrottare        | Gren           | Tid     | Placering | Tid              | Placering        | Tid              | Placering        |
| ---------------- | -------------- | ------- | --------- | ---------------- | ---------------- | ---------------- | ---------------- |
| Maria Batallones | 100 m bröstsim | 1.19,79 | 48        | Gick inte vidare | Gick inte vidare | Gick inte vidare | Gick inte vidare |
| Maria Batallones | 200 m bröstsim | 2.54,73 | 29        | Gick inte vidare | Gick inte vidare | Gick inte vidare | Gick inte vidare |